# 四度内
四度内（日语：／ Shitonai */?）是日本北海道小樽一帶的阿伊努族傳說人物，她是當地酋長最小的女兒，在族人受到附近巨蛇威脅以活人獻祭時主動要求犧牲自己，並趁機殺死了巨蛇。她的故事後來成為當地有名的傳說。

## 傳說故事
在小樽的西北、祝津海岸有一座叫做赤岩山的地方，裡面的岩洞住著一隻巨蛇，身長大約七、八丈（約22~23公尺），身體有四斗樽（釀酒器具）那麼粗，經常在晚上襲擊阿伊努人將他們吞噬，因此當地的族人會以牛羊供奉牠以避免危害。
但有一天，巨蛇吃膩了獸肉，出現在酋長的夢中，威脅他每年八月的祭典當天晚上獻祭一個十二、三歲的少女，不然村子就會面臨災難。酋長沒有兒子，只有六個女兒，他和族人迫於巨蛇的強大只能照做，就這樣持續了九年。
到了第十年，酋長最小的女兒四度內主動要求把自己獻祭，她認為自己是家中姊妹最小的，即使活著無法對家庭或雙親做出貢獻，還會浪費許多物資，因此希望將自己獻祭出去，就算死了也有益處，雖然父母努力阻止她，但四度內已經下定決心。
在仔細思考後，四度內在獻祭當天向父親借了打獵用的獵犬和山刀、帶著肉前往巨蛇所在的洞穴，她先用肉吸引巨蛇從洞口裡探出頭，並趁著巨蛇吃肉的時候放出獵犬咬住巨蛇的脖子、撕裂牠的咽喉，巨蛇最終死於獵犬的利齒下。
殺死巨蛇後，四度內在巨蛇的洞穴裡發現前面九個犧牲的少女遺骨，她一邊蒐集著遺骨，一邊哀嘆著九位少女的犧牲，最後帶著愛犬和遺骨回到了村子。

## 紀念與祭祀
傳說為了紀念四度內的貢獻、並且提防白蛇的怨靈作祟，阿伊努人在赤岩山上蓋了一間祠堂供奉白蛇，並命名為「白龍権現」，現在赤岩山上的白龍神社據說最早就是源自於此，而四度內的故事也成為當地有名的傳說。

## 流行文化
在手遊《Fate/Grand Order》中四度內於第二部的「無間冰焰世紀諸神黃昏」章節中，和芙蕾雅、婁希一起憑依在伊莉雅絲菲爾．馮．艾因茲貝倫的身上，以擬似從者的狀態出場，實裝後為五星角色、職階則是Alter Ego、由门胁舞以配音。獵犬則被芙蕾雅和婁希變成白熊。

## 相關
- 李寄